# S-matrice (mathématiques)
Pour les articles homonymes, voir S-matrice.
En mathématiques, une S-matrice est une matrice carrée réelle dont l'image de l'orthant positif intersecte l'intérieur de cet orthant. Ces matrices apportent des propriétés particulières aux problèmes de complémentarité linéaire.

## Définitions
Les propriétés équivalentes pouvant servir de définition aux S-matrices requièrent que l'on précise quelques notations et rappelle la définition d'un problème de complémentarité linéaire.
- Pour un vecteur {\displaystyle x\in \mathbb {R} ^{n}}, la notation {\displaystyle x\geqslant 0} signifie que toutes les composantes {\displaystyle x_{i}} du vecteur sont positives et la notation {\displaystyle x>0} signifie que toutes les composantes du vecteur sont strictement positives.
- Étant donnés une matrice réelle carrée d'ordre {\displaystyle M\in \mathbb {R} ^{n\times n}} et un vecteur {\displaystyle q\in \mathbb {R} ^{n}}, un problème de complémentarité linéaire consiste à trouver un vecteur {\displaystyle x\in \mathbb {R} ^{n}} tel que {\displaystyle x\geqslant 0}, {\displaystyle Mx+q\geqslant 0} et {\displaystyle x^{\!\top }(Mx+q)=0} (ce qui revient à dire que le produit de Hadamard de {\displaystyle x} et {\displaystyle Mx+q} est nul), ce que l'on écrit de manière abrégée comme suit :

{\displaystyle {\mbox{CL}}(M,q):\qquad 0\leqslant x\perp (Mx+q)\geqslant 0.}

S-matrice — On dit qu'une matrice carrée réelle {\displaystyle M\in \mathbb {R} ^{n\times n}} est une S-matrice si l'une des propriétés équivalentes suivantes est vérifiée :
1. il existe un {\displaystyle x\geqslant 0} tel que {\displaystyle Mx>0},
2. il existe un {\displaystyle x>0} tel que {\displaystyle Mx>0},
3. {\displaystyle \forall \,q\in \mathbb {R} ^{n}}, le problème {\displaystyle \operatorname {CL} (M,q)} est réalisable.

On note {\displaystyle \mathbf {S} } l'ensemble des S-matrices d'ordre quelconque. On appelle S-matricité la propriété d'une matrice d'appartenir à {\displaystyle \mathbf {S} .}
La lettre S renvoie à Stiemke.

### Note
1. ↑  Cottle, Pang et Stone (2009), page 140.